# Salla
Pour les articles homonymes, voir Salla (homonymie).
Salla est une commune de Finlande située en Laponie, à la frontière russe.

## Géographie
En 2012, elle compte 4 570 habitants sur une surface de 5 873 km2. La densité de population est très faible, elle est de 0,8 hab/km2 et elle continue à diminuer (11 000 habitants en 1966). Le tourisme se développe lentement, notamment grâce à une petite station de ski.
Le trafic du poste frontière avec la Russie est limité, d'autant plus que le passage est réservé aux nationaux finlandais et russes et que la région desservie est très peu peuplée.
Salla est réputée pour être un des lieux les plus froids de Finlande, les −40 °C en hiver étant assez fréquemment atteints.
Les municipalités limitrophes sont Savukoski, Kuusamo, Pelkosenniemi, Posio et Kemijärvi. Une partie du Parc national d'Oulanka ainsi que l'île Saaranpaskantamasaari se situent sur le territoire de la commune.

## Histoire

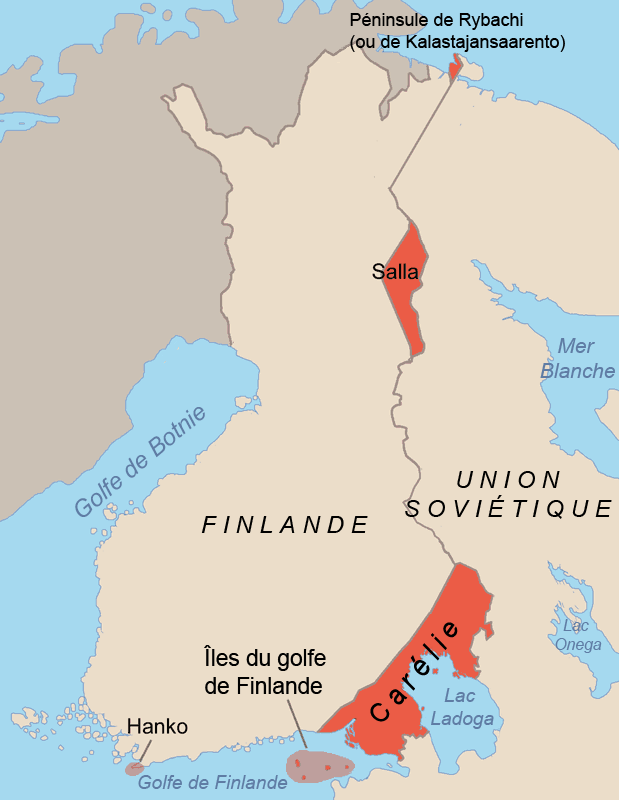
Territoires cédés à l'Union soviétique en 1940 à l'issue de la guerre d'Hiver.

En 1939, lors de la guerre d'Hiver, les troupes soviétiques attaquent la Finlande envahissant notamment la région de Salla. Staline avait en effet pour projet de couper la Finlande en deux en son point le plus étroit pour rejoindre le golfe de Botnie. Les Soviétiques furent stoppées par l'Armée finlandaise à la bataille de Salla. À l'issue de la guerre, une partie de la commune fut cédée à l'Union soviétique. Ce territoire est alors appelé l'Ancien Salla (Vanha-Salla en finnois).
En juillet 1941, au début de la guerre de Continuation, lors de l'opération Polarfuchs, composante de l'opération Silberfuchs, les troupes germano-finlandaises reconquièrent ce territoire lors de la seconde bataille de Salla. Mais à la suite de la défaite finlandaise en 1944 l'ancien Salla doit être cédé à l'URSS et les Finlandais doivent en plus chasser les Allemands du secteur : c'est la guerre de Laponie.

## Démographie
Depuis 1980, la démographie de Salla a évolué comme suit, :
| Année      | 1980  | 1985  | 1990  | 1995  | 2000  | 2005  |
| ---------- | ----- | ----- | ----- | ----- | ----- | ----- |
| population | 7 256 | 6 875 | 6 269 | 5 812 | 5 142 | 4 571 |

| Année      | 2010  | 2015  | 2010  |
| ---------- | ----- | ----- | ----- |
| population | 4 162 | 3 727 | 3 398 |

## Politique et administration

### Conseil municipal
Les sièges des 21 conseillers municipaux sont répartis comme suit:
| Parti   | Parti                              | Sièges 2021–2025 |
| ------- | ---------------------------------- | ---------------- |
|         | Parti social-démocrate de Finlande | 2                |
|         | Vrais Finlandais                   | 4                |
|         | Parti de la Coalition nationale    | 1                |
|         | Parti du centre                    | 11               |
|         | Alliance de gauche                 | 3                |
| Sources |                                    |                  |

## Lieux et monuments
- Parc national de Salla
- Parc national d'Oulanka
- Sallatunturit (fi)
- Marmite du diable d'Aholanvaara
- Musée de la guerre et de la reconstruction de Salla

## Personnalités liées à la ville
- Jutta Jokiranta, théologienne, y est née ;
- Martti Meinilä, biathlète, y est né.

## Jumelages
| Ville | Ville     | Pays | Pays      |
| ----- | --------- | ---- | --------- |
|       | Arjeplog  |      | Suède     |
|       | Båtsfjord |      | Norvège   |
|       | Kovdor    |      | Russie    |
|       | Wildau    |      | Allemagne |

## Domaine skiable
Salla accueille aussi une petite station de sports d'hiver. Le dénivelé maximal est de 195 mètres. La plus longue piste mesure 1 300 mètres. Un télésiège 6-places était prévu d'y être construit en 2015. Il est possible d'y pratiquer le ski nocturne. Un projet d'élargissement du domaine existe ("Sallatunturit project").

## Galerie

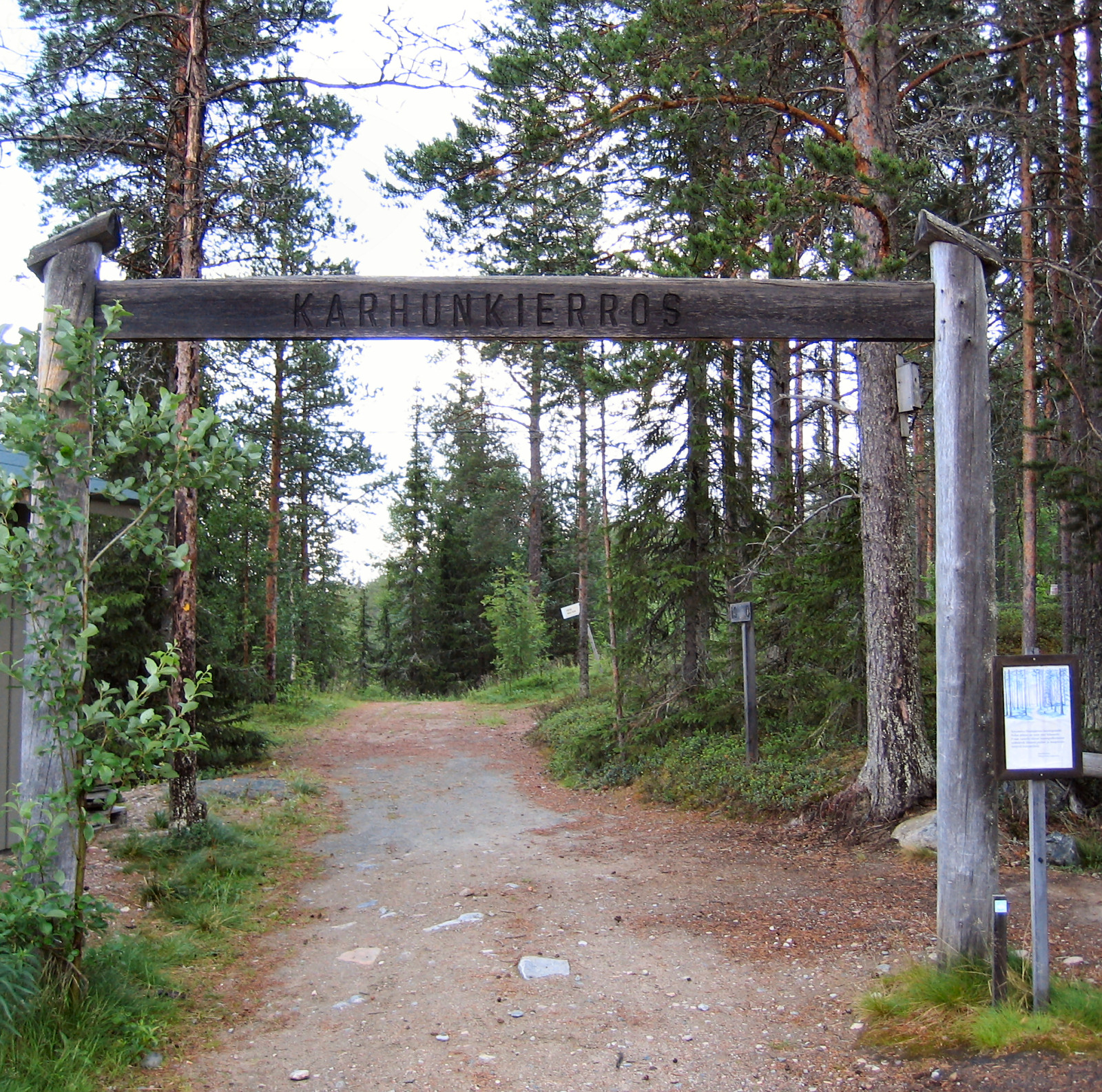
Le début du parcours de l'ours à Hautajärvi.
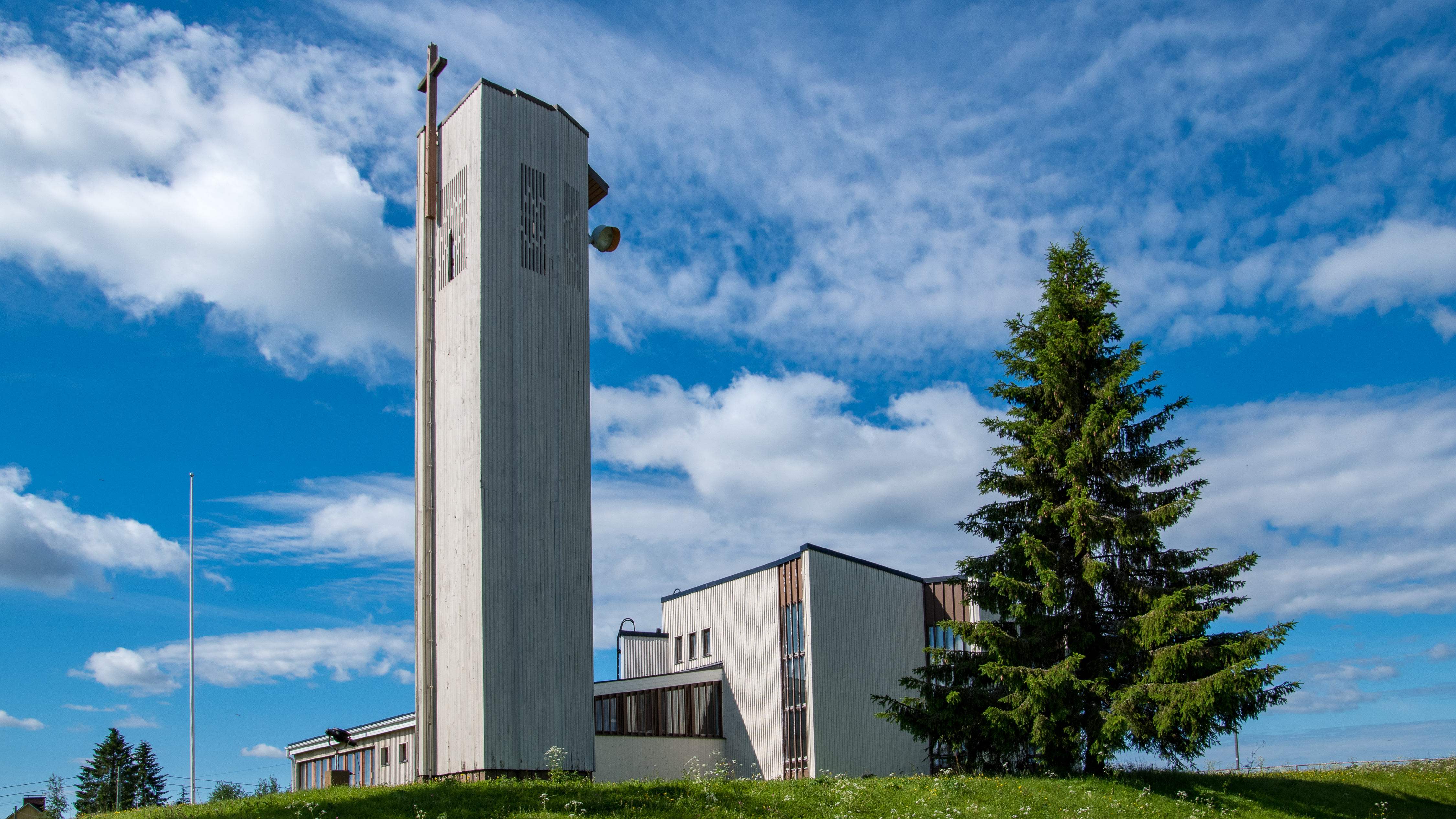
Église d'Hautajärvi
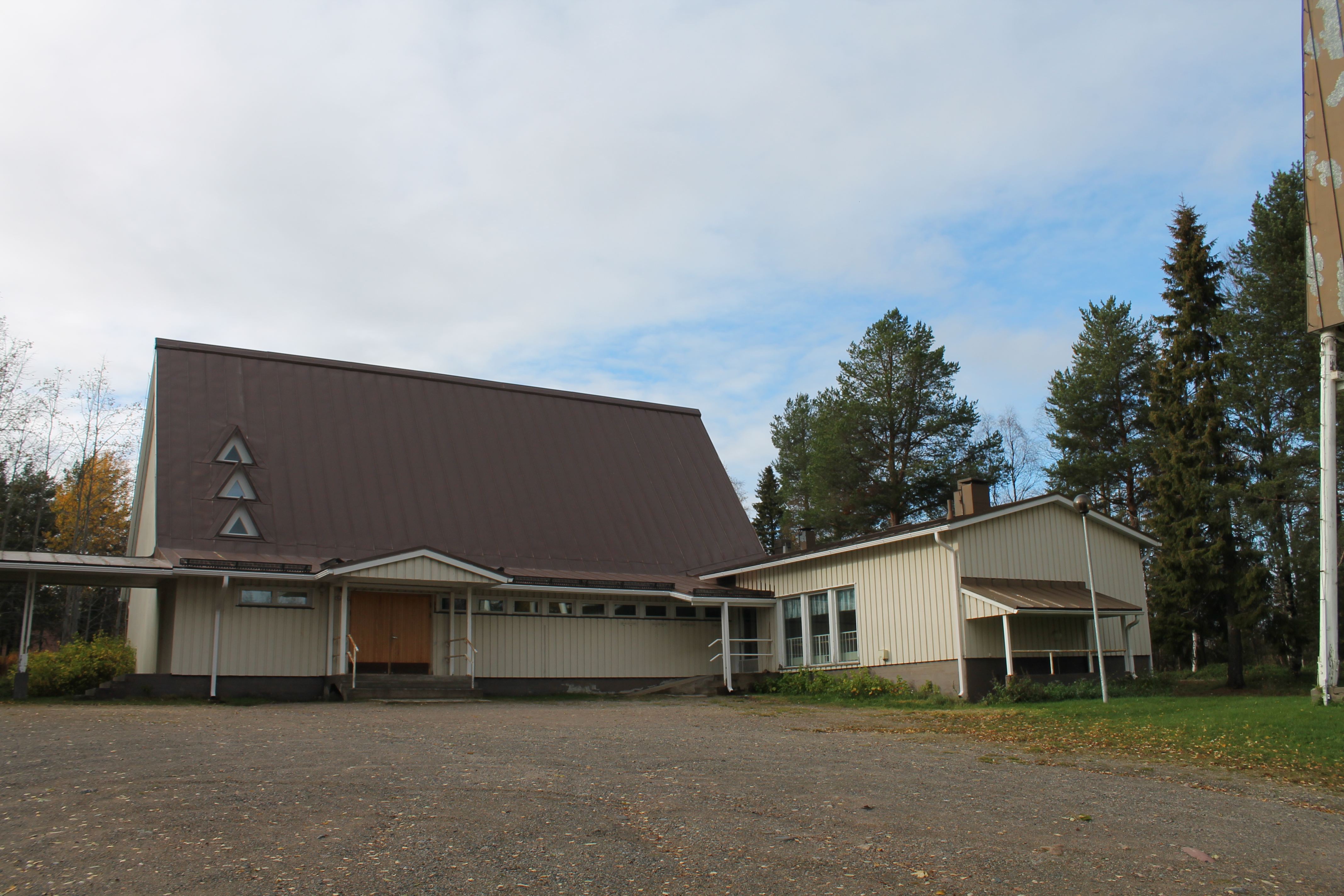
Église de Kursu